# Argiocnemis solitaria
Argiocnemis solitaria là một loài chuồn chuồn kim thuộc họ Coenagrionidae. Đây là loài đặc hữu của Mauritius.